# Uniechów
Uniechów (kaszub. Ùnichòwò, niem. Heinrichswalde) – wieś w Polsce położona w województwie pomorskim, w powiecie człuchowskim, w gminie Debrzno przy drodze krajowej nr 22.
W latach 1975–1998 miejscowość administracyjnie należała do województwa słupskiego.

## Zabytki
Według rejestru zabytków NID na listę zabytków wpisany jest kościół parafialny pw. św. Bartłomieja Apostoła, 1894-95, nr rej.: A-390 z 8.10.2007, z drewnianą wieżą z 1741, nr rej.: A-517 z 20.12.1965.